# Pietro Spino
Pietro Spino (Albino, 1513 - Ponte San Pietro, 1585) fue un poeta y biógrafo.
Pietro Spino: retrato de Bartolomeo Colleoni, capitán de Bérgamo del siglo XV al servicio de la República de Venecia, extraído de la historia de su vida y hazañas  ("Le Spectateur militaire", París, 1846)

## Biografía
Pietro nació en una pequeña ciudad cerca de Bérgamo llamada Albino donde sus padres se retiraron durante las guerras de Italia, y Pietro hizo sus estudios en Vicenza bajo la dirección de Giovita Rapicio (1476-1553), hombres de letras quien abrió una escuela en Bérgamo donde escribió un tratado en latín para la educación de los jóvenes y posteriormente enseñó en Vicenza y otras ciudades italianas, autor de varias arengas, poemas y epístolas y su mejor trabajo se titula "De número Oratorio", cinco libros en Venecia, 1544. 
Años más tarde, Pietro ocupó cargos municipales, ocupándose también de sus trabajos literarios y sus versos merecieron el sufragio de Torquato Tasso. Giovanni Mario Crescimbeni (1663-1728), autor de "Historia de la poesía vulgar", Venecia, 1730-31, 6 vols., lo confunde con otro Pietro Spino, médico de Brescia, muerto en Venecia en 1538.  Además de las poesías impresas en las "Recopilaciones de Licinio", Bérgamo, 1587, in-8º y la de Girolamo Ruscelli, Pietro dejó un libro titulado "Vida y hechos del excelentísimo capitán de guerra Bartolomeo Colleoni", Venecia, 1569, in-4º y Bérgamo, 1732, in-4º, aumentados con dos discursos latinos  pronunciados en el funeral de tan famoso condotiero (El abate Pierantonio Serassi (1721-1791) ha contado la vida de Spino en su obra "Raccolta Calogerana", y el escultor Jean Antoine Amadeo de Pavía realizó el mausoleo de Bartolomeo Colleoni en Bérgamo).

## Obras
- Versos
- Poesías
- Discursos latinos
- Istoria della vita e fatti dell'eccellentisimo capitano di guerra Bartolomeo Colleoni, Trieste, Coen, 1859.